# Haargummi

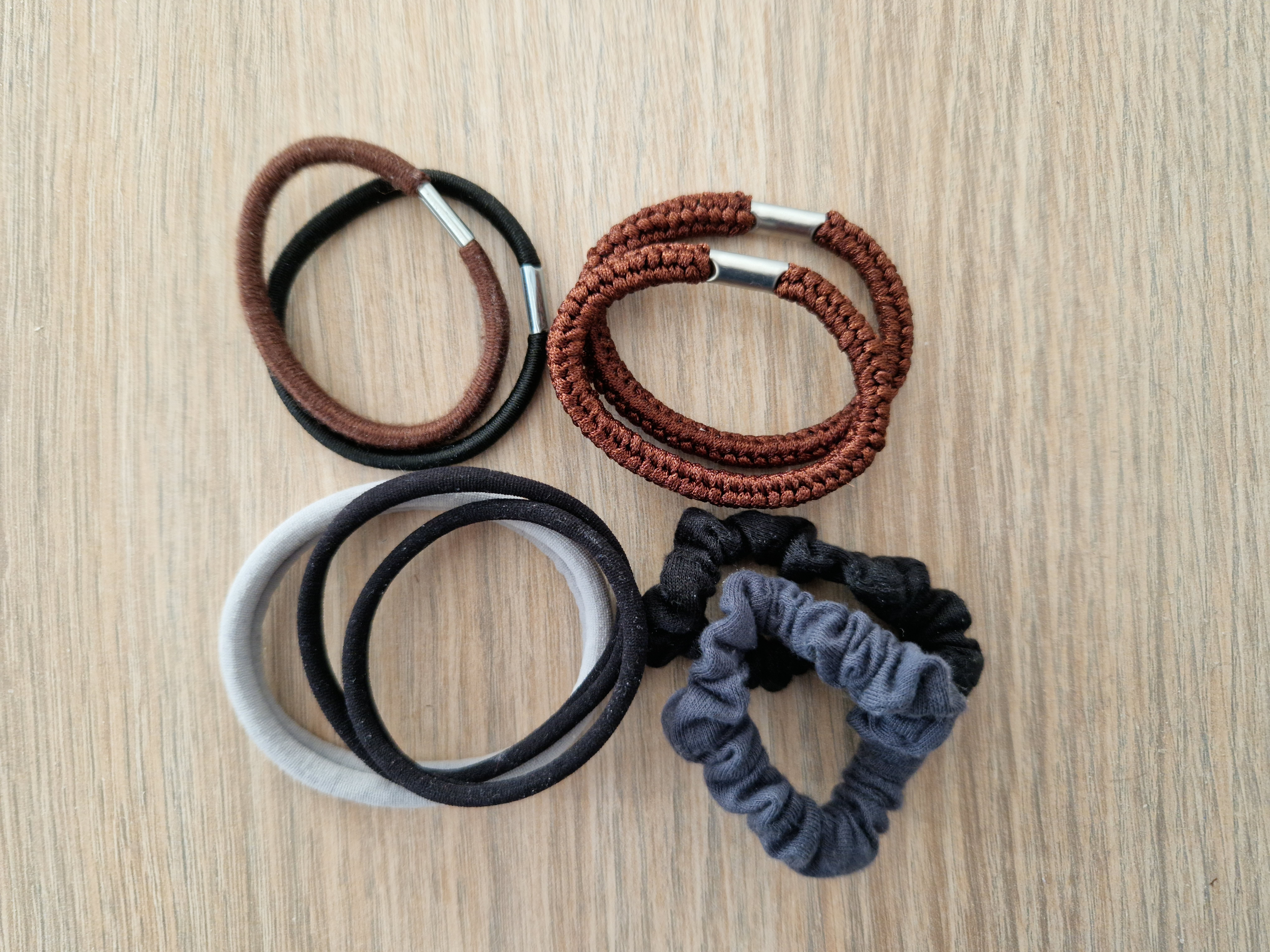
Haargummis mit/ohne Metallverschluss und Scrunchies

Als Haargummi (auch Zopfgummi, m. oder neutr.) wird ein ringförmiges, elastisches Band in beliebiger Farbe und Größe bezeichnet, das dazu verwendet wird, längeres Kopfhaar zu dickeren Strähnen zusammenzufassen und in Form zu halten. Besonders für Frisuren wie den Pferdeschwanz, den Dutt oder einen Zopf ist das Haargummi unverzichtbar. Haargummis werden aus modischen oder praktischen Gründen auch am Handgelenk getragen.

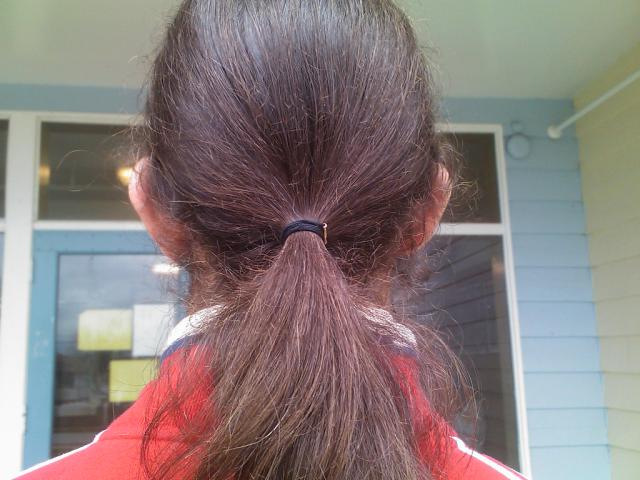
Ein Haargummi hält einen Pferdeschwanz

Der Durchmesser und die Materialdicke eines Haargummis können variieren. Beim Material selbst handelt es sich meistens um ein Latex- oder Kunststoffprodukt, das mit einem textilen Gewebe ummantelt ist. An dieser Grundform können Elemente zur Dekoration angebracht sein, z. B. Stickereien oder Verzierungen aus Kunststoff, Metall, Holz und anderen Werkstoffen. Es gibt Haargummis mit Metallverschluss und ohne; solche ohne Metallverschluss strapazieren die Haare weniger. Scrunchies sind mit Stoff ummantelte, dickere Haargummis, die Ähnlichkeiten zu Rüschen aufweisen. Kleine, mitunter transparente Haargummis werden für Flechtfrisuren verwendet.
Haargummis werden wahrscheinlich schon seit Tausenden von Jahren verwendet. Im 18. Jahrhundert wurden Perücken mit einer „Schlange“ oder einem „Schwanz“, bestehend aus einem Lederband oder einer kleinen Tasche, zusammengehalten und gestützt.